# フォート・ローダーデール協定
フォートローダーデール協定は、「論文で公表される前に、研究者コミュニティがゲノム配列データを自由に利用できるようにすること」を支持する生物医学分野の研究者による宣言である。
2003年にウェルカムトラストがフロリダ州フォートローダーデールで主催した会議でこの協定は宣言された。
この協定は、ゲノムデータを共有情報資源として維持・発展させていく責任は次の三者「研究費助成機関、データの生産者と利用者」にあるとしている。
フォートローダーデール協定の信条はNational Institute of Healthをはじめとする研究費助成機関に広く受け継がれている。
この協定はバミューダ原則に加え、生物医学文献のオープンアクセス運動の基礎となる文書であると考えられており、
これ以降のデータ共有とオープンアクセスのモデルに多大な影響を与えている。